# Democràcia Herrenvolk
La democràcia Herrenvolk és un sistema de govern en què només un grup ètnic específic participa al govern, mentre que altres grups queden privats dels seus drets. L'etnocràcia, en què un grup domina l'Estat, és un concepte relacionat. El terme alemany Herrenvolk, que significa "raça superior", es va utilitzar en el discurs del segle XIX que justificava el colonialisme amb la suposada superioritat racial dels europeus.

## Característiques
Aquesta forma elitista de govern sol ser emprada pel grup majoritari per mantenir el control i el poder dins del sistema. Generalment coincideix amb la falsa pretensió de igualitarisme. Preval l'opinió que a mesura que la gent de la majoria guanya llibertat i es promouen principis igualitaris, la minoria és reprimida i se li impedeix participar al govern. Aquest principi pot veure's en el desenvolupament tant de Estats Units (especialment els estats del sud) com de Sud-àfrica als segles XIX i XX. En aquests escenaris històrics, fins i tot quan la legislació va avançar cap al sufragi universal masculí i més tard cap al sufragi universal per als blancs, també va refermar encara més les restriccions a la participació política dels negres i va mantenir la privació dels seus drets. Rhodèsia del Sud i més tard la República de Rhodèsia van restringir els drets de vot segons requisits com a ingressos i alfabetització, restringint així efectivament el dret al vot a la població blanca.
El terme va ser utilitzat per primera vegada el 1967 per Pierre van den Berghe en el seu llibre Race and Racism. En el seu llibre de 1991 The Wages of Whiteness, l'historiador David R. Roediger reinterpreta aquesta forma de govern en el context dels Estats Units del segle XIX, argumentant que el terme "republicanisme Herrenvolk" descriu amb més precisió la política racial en aquest moment. La base del republicanisme Herrenvolk anava més enllà de l'exclusió social dels negres en favor d'un govern republicà al servei de la "raça superior"; sostenia que la "negritud" era sinònim de dependència i servilisme i, per tant, era l'antítesi de la independència republicana i la llibertat blanca. En conseqüència, el treballador blanc dependent en aquell moment va utilitzar la blancor per diferenciar-se i elevar-se per sobre del treballador negre dependent o de la persona esclavitzada. Segons aquesta ideologia, els negres no eren simplement "no ciutadans"; eren "anticiutadans" que s'oposaven inherentment als ideals d'un govern republicà.